# Stenopogon imbrex
Stenopogon imbrex là một loài ruồi trong họ Asilidae. Stenopogon imbrex được Walker miêu tả năm 1849. Loài này phân bố ở miền Ấn Độ - Mã Lai.